# Матьё, Шанталь
Шанта́ль Матьё (фр. Chantal Mathieu, в замужестве Матьё-Балавуан, фр. Mathieu-Balavoine; род. 3 ноября 1951, Лилль) — франко-швейцарская арфистка  и музыкальный педагог.
Училась в Лилле у Мари-Астрид Оффре, затем в 1964—1966 годах — в Парижской консерватории у Жаклин Боро. Позднее занималась там же под руководством Роже Бутри (гармония), Алена Вебера (контрапункт) и Кристиана Ларде (камерный ансамбль). В 1970 году выиграла Международный конкурс арфистов в Израиле, в 1974 году заняла 2-е место на Международном конкурсе исполнителей в Женеве, уступив первое Ольге Ортенберг.
С начала 1970-х годов концертировала как солистка, в 1972 году вошла в первый состав ансамбля «14 пюпитров» (предшественника Оркестра Пикардии) в Амьене. Затем в 1974—1977 годах — солистка Симфонического оркестра Северогерманского радио, преподавала в Гамбургской Высшей школе музыки.
С 1977 года, после замужества, живёт и работает в Швейцарии. До 2011 года преподавала арфу и камерный ансамбль в Лозаннской консерватории. В 2001—2004 годах работала также в Каталонской высшей школе музыки в Барселоне. В 1988 году выступила в числе соучредителей Швейцарского общества арфы, в 1990—1996 годах — его президент. В 2002 году — председатель Всемирного конгресса арфистов в Женеве. Входит в жюри различных международных конкурсов (в частности, в 2017 году возглавляла жюри международного конкурса арфистов в Мехико).
Записала альбомы с произведениями И. С. Баха и Марселя Турнье, диск с французскими романсами для сопрано и арфы (с японской певицей Сакуя Кода) и др.